# Ministeri de Policia General
El Ministeri de Policia General va ser un departament ministerial creat durant l'ocupació francesa d'Espanya per Josep I.

## Història
El ministeri seguia el model creat a França en 1794 amb el Ministeri de Policia, el ministre més conegut del qual va ser Joseph Fouché. La creació dels nou ministeris del govern josefí venen reflectits en l'Estatut de Baiona del 8 de juliol de 1808, encara que el ministeri no va ser creat fins al 6 de febrer de 1809 mitjançant decret.
| « | TÍTOL VI- DEL MINISTERI Article 27. Hi haurà nou Ministeris, a saber: Un Ministeri de Justícia. Un altre de Negocis Eclesiàstics. Un altre de Negocis Estrangers. Un altre de l'Interior. Un altre d'Hisenda. Un altre de Guerra. Un altre de Marina. Un altre d'Índies. Un altre de Policia General. Article 29. El Rei podrà reunir, quan ho tingui per convenient, el Ministeri de Negocis Eclesiàstics al de Justícia i el de Policia General de l'Interior. | » |

El ministeri va cessar al maig de 1813, amb la retirada de les tropes franceses cap a la frontera a causa de l'avanç de l'exèrcit aliat. Amb el final de la Guerra del francès les seves funcions van ser absorbides pel Ministeri de la Governació, creat per la Constitució espanyola de 1812.

## Titulars
Durant el regnat de Josep I, emmarcat en la Guerra del francès (1808-1813) els titulars van ser:
- 20 de juliol de 1808-5 de setembre de 1808 • Pablo Antonio Arribas (interí)
- 5 de setembre de 1808-27 de juliol de 1811 • Pablo Antonio Arribas
- 27 de juliol de 1811-21 de gener de 1812 • Miguel José de Azanza (interí en absència del titular)
- 21 de gener de 1812-27 de juny de 1813 • Pablo Antonio Arribas